# Крушик, Флориан
Флориан Крушик (пол. Florian Kruszyk; 1940, Высоцко) — польский военнослужащий, авантюрист, бывший агент Службы безопасности, эмигрант. Был осуждён в Австрии за нападение на ювелира. Владел рестораном в Нидерландах. Руководил захватом посольства ПНР в Швейцарии в сентябре 1982.

## Агент, эмигрант, уголовник
Родился в деревне Высоцко близ города Острув-Велькопольский. Во время службы в Войске Польском был трубачом военного оркестра. В 1962—1965 служил в госбезопасности ПНР. Был уволен, поступил на автовокзал билетным контролёром. В 1967 оказался под угрозой ареста из-за вскрывшихся злоупотреблений (подозревался в денежном хищении, краже, избиении и уклонении от уплаты алиментов). Бежал из Польши в Австрию.
Был арестован австрийской полицией за нелегальное проживание. Объявил себя деятелем оппозиции, руководителем некоего «Национального совета освобождения» (в ПНР не было такой подпольной организации). Обратился с просьбой о политическом убежище. Не дождавшись решения, совершил нападение на ювелира-еврея с целью грабежа. На суде объяснял свои действия мщением за «израильскую агрессию против арабских стран». Был приговорён к 9 годам тюрьмы.
После освобождения перебрался в Нидерланды, где открыл польский ресторан Chopin. Объявил сбор средств на нужды некого «Комитета защиты прав человека в Польше» (в протестном движении ПНР такая организация отсутствовала). Впоследствии позиционировался как ортодоксальный коммунист, сторонник «истинного марксизма-ленинизма».

## Захват посольства ПНР в Швейцарии
В конце августа 1982 Флориан Крушик и трое посетителей его ресторана — польские эмигранты Кшиштоф Василевский (кличка — «Утка»), Мирослав Плевинский (кличка — «Сокол»), Марек Михальский (кличка — «Хмурый») — прибыли в Швейцарию. Они приобрели четыре дробовика Remington 870 и макет чешского пистолета-пулемёта Škorpion. Впоследствии выяснилось, что Крушик внушил своим сообщникам, будто он возглавляет крупную подпольную организацию и убедил пойти на акцию во имя патриотизма и антикоммунизма. При этом, по словам Крушика, штаб-квартира организации якобы находилась в Албании — где в это время правил сталинистско-коммунистический режим Энвера Ходжи.
6 сентября 1982 Крушик (под псевдонимом «полковник Высоцкий»), Василевский, Плевинский и Михальский захватили посольство ПНР в Берне. Захват был произведён крайне непрофессионально, однако удался благодаря внезапности. Крушик объявил себя представителем некой «Повстанческой Армии Крайовой», якобы насчитывающей 3 тысячи человек, включая 200 офицеров (подобной организации в польском подполье не было). Он потребовал отменить военное положение в Польше и освободить интернированных, начиная с Леха Валенсы. В случае невыполнения захватчики угрожали взорвать посольство динамитом вместе с собой и заложниками (впоследствии выяснилось, что взрывчаткой они не располагали).
Через день политические требования были сняты и заменены совсем другими. Теперь Крушик требовал выплатить несколько миллионов швейцарских франков и обеспечить вылет в КНР либо НСРА.
Захват посольства вызвал тревогу в руководстве ПНР, вопрос был на личном контроле генерала Ярузельского. Готовилась отправка в Швейцарию польского спецподразделения. Однако 9 сентября 1982 швейцарская полиция самостоятельно обезвредила захватчиков посольства. Крушик пытался торговаться, намекая на якобы полученные им в посольстве «секретные документы», но был приговорён к 6 годам лишения свободы. Василевский, Плевинский и Михальский получили по 2-3 года. В своё оправдание они ссылались на обман со стороны Крушика.
Флориан Крушик был освобождён в 1986. Выйдя из тюрьмы, он сфотографировался на фоне посольства, после чего провёл пресс-конференцию, где утверждал, будто захват был согласован с властями Швейцарии, с целью захвата документов.

## Версии и последствия
За неделю до бернских событий, 31 августа 1982 в Польше произошли крупные столкновения между оппозиционными демонстрантами и ЗОМО, несколько человек погибли. Акция Крушика использовалась в пропаганде властей ПНР для обоснования репрессий против «Солидарности». Оппозиция, со своей стороны, обвиняла власти в провокации, осуществлённой руками агента СБ. Однако наиболее правдоподобно, что захват посольства изначально имел целью получение выкупа, политические же заявления делались для камуфляжа.
Долгосрочным последствием акции Крушика стало создание в 1990 спецподразделения GROM.